# Micha’el Dekel
Micha’el Dekel (ur. 1 sierpnia 1920 w Pińsku, zm. 20 września 1994 w Izraelu) – izraelski polityk, członek Knesetu z ramienia partii Likud.

## Życiorys
Urodził się w Pińsku. W 1939 roku po wkroczeniu Armii Czerwonej na ziemie polskie został wcielony w jej szeregi. Służył tam do 1944, kiedy to zdobył przeniesienie do Wojska Polskiego. Po przejściu do rezerwy w 1946 udało mu się przedostać do Austrii, gdzie został dowódcą Bejtaru, który powstał w obozie dla przesiedlających się. Należał również do grupy przywódców powstałego w Austrii oddziału Irgunu. W 1949 wyemigrował do Izraela, rok później zamieszkał w moszawie Nordijja, który założyli dawni członkowie Irgunu. Równocześnie wstąpił do partii Herut, w 1966 wszedł do grona jej przywódców oraz został członkiem komitetu centralnego.
W 1977 partia Herut zawarła sojusz z innymi partiami prawicowymi, umożliwiło to umieszczenie Michaela Dekela podczas wyborów na liście wyborczej partii Likud. Podczas następnej kadencji pełnił funkcję zastępcy ministra rolnictwa, a w kolejnej zastępcy ministra obrony. W 1988 nie został wybrany na kolejną kadencję.